# Dichotomocladium sphaerosporum
Dichotomocladium sphaerosporum är en svampart som beskrevs av R.K. Benj. & Benny 1993. Dichotomocladium sphaerosporum ingår i släktet Dichotomocladium och familjen Syncephalastraceae.   Inga underarter finns listade i Catalogue of Life.